# Ernst Ulrich Deuker
Ernst Ulrich Deuker (* 13. Juli 1954 in Trier) ist ein deutscher Bassist und Kontrabass-Klarinettist. Bekannt wurde er mit der Band Ideal.

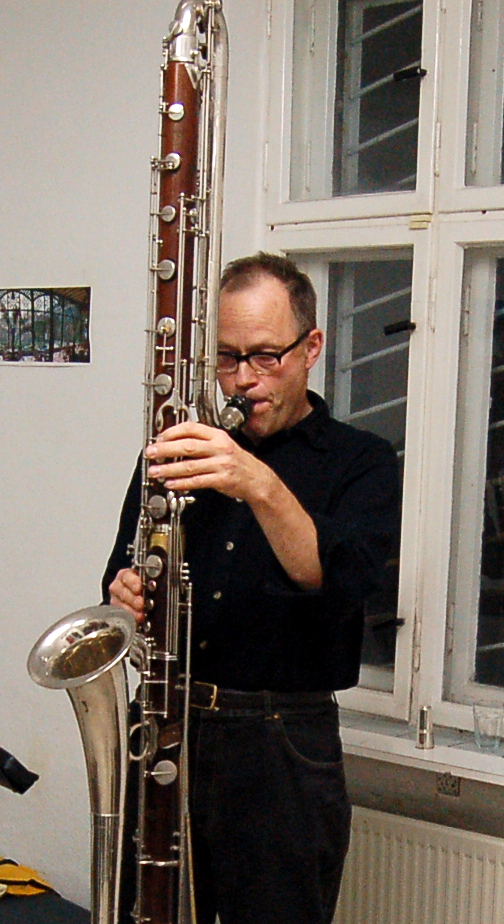
Ernst Deuker mit Kontrabassklarinette (2009)

## Leben
Mitte der 1960er-Jahre machte er erste  musikalische Gehversuche mit seinem Bruder Martin, Eberhard Pilaski und Michael Frings in Gruppen wie Amunition Chest oder Chaos. 1968 erhielt Deuker seinen ersten E-Bass. Schon Anfang der 1970er-Jahre gründete er in Berlin zusammen mit seinem Bruder Martin die Politrockband Linkerton. In dieser Zeit begann er, sich für Jazz zu interessieren, aber ein kurzer Abstecher in die Berliner Fusion-Szene endete in einer künstlerischen Sackgasse. In Berlin absolvierte er ein Mathematik-Studium.
1979 traf sich erstmals die Neue-Deutsche-Welle-Formation Ideal; 1980 erschien das erste Album Ideal, 1981 das von Conny Plank produzierte Album Der Ernst des Lebens. Es folgten Tourneen und Festivals im In- und Ausland (Roskilde und Montreux 1982) sowie diverse Fernsehauftritte. Anfang 1983 trennte sich die Band, obwohl sich das dritte – von Micki Meuser und Gareth Jones produzierte – Ideal-Album BiNuu rund 150.000 mal verkaufte.
In den 1980er- und 1990er-Jahren initiierte Deuker verschiedene spartenübergreifende Alternativprojekte wie zum Beispiel Das Optische Konzert (multimediale Live-Performance in Zusammenarbeit mit der Malerin und Buchillustratorin Gabo), oder die Kae E und Cabel Dance Band. Hinzu kamen gelegentliche Studio- und Konzertjobs (Alphaville, Die Zwei). Zwischendurch war er als Koch (im Berliner Gourmet-Restaurant Paris-Moskau bzw. im Studio für die Rainbirds) tätig oder arbeitete als Käseproduzent in den Elsässer Vogesen. Nach dem Besuch eines Konzerts von Howard Johnson entdeckte Deuker 1982 sein Interesse für die Kontrabassklarinette. Er brauchte zwei Jahre, um ein geeignetes Exemplar dieses ungewöhnlichen Instruments aufzutreiben.
Seit Anfang der 2000er-Jahre arbeitete er als Kontrabass-Klarinettist verstärkt mit Jazzmusikern zusammen; er spielte u. a. mit Theo Jörgensmann, Christopher Dell oder Michael Jüllich. 2004 war Deuker außerdem Frontmann, Sänger, Gitarrist und Kontrabass-Klarinettist des Avant-Pop-Projekts EU COMMISSION, die 2004 das Album Nachtsongs, Nightsongs bei Below Recordings veröffentlichte.
Seit 2009 spielt Deuker mit Theo Jörgensmann im Deep Down Clarinet Duo und mit jungen Musikern in der Progressive-Funk-Formation Ffunkoff; weitere aktuelle Projekte: das Béla-Bartók-Improvisationsensemble Affäre Bela B. mit der Saxophonistin Edith Steyer sowie personen (4) mit seinem Neffen Christian Hohenbild, dr, synth, Stefan Dittmar, gtr, und Ole Tholen, as.
2016 veröffentlichte er zwei Bücher – das Improvisationslehrbuch On the Way to a Grammar of Free Musical Speech und die von Gabo gezeichnete, schwarz-humoristische Graphic Novel Adam Marody.
Seit 2024 ist Ernst Deuker Mitglied der Gruppe Affäre Bela B., die u. a. Béla-Bartók-Kompositionen auf eigene Art und Weise interpretiert und darüber improvisiert.